# Amélie của Leuchtenberg
Amélie của Leuchtenberg (tiếng Bồ Đào Nha: Amélia Augusta Eugénia Napoleona de Leuchtenberg; tiếng Pháp: Amélie Auguste Eugénie Napoléonne de Leuchtenberg; tiếng Đức: Amélie von Leuchtenberg; 31 tháng 07 năm 1812 - 26 tháng 01 năm 1873) là Hoàng hậu của Đế quốc Brasil, với tư cách là vợ của Hoàng đế Pedro I.
Bà là cháu gái của Joséphine de Beauharnais, Hoàng hậu của Đệ Nhất Đế chế Pháp, với tư cách là vợ của Hoàng đế Napoleon, nhưng Amelie không mang họ Bonaparte vì cha của bà là Eugène de Beauharnais, con trai duy nhất của Hoàng hậu Josephine với người chồng đầu tiên của bà là Alexandre, Tử tước xứ Beauharnais. Do đó, cha của Amelie trở thành con riêng của bà Joséphine khi kết hôn với Napoléon Bonaparte. Mẹ của Hoàng hậu Amélie là Auguste của Bayern, con gái của Maximilian I Joseph, vua của Vương quốc Bayern.
Sau khi vợ của Hoàng đế Pedro I là Maria Leopoldine qua đời, để lại cho ông 4 người con nhỏ, trong đó có vị hoàng đế tương lai Thái tử Dom Pedro lúc đó mới được 1 tuổi, Hoàng đế Pedro I đã rơi vào đau buồn vì ông phát hiện ra mình đã đối xử không được tốt với người vợ quá cố khi bà còn sống. Bởi vì danh tiếng của Pedro I ở châu Âu không mấy tốt đẹp do những vụ bê bối ngoại tình trước đó, không một gia đình quý tộc nào chịu gả con gái cho ông. Nhưng cuối cùng thì thoả thuận hôn nhân giữa ông với Amelie đã được thực hiện, lời thệ ước được phê chuẩn tại Thánh lễ Nuptial ngày 17 tháng 10.  Đây là một cuộc hôn nhân thành công của Pedro I, vì Amelie là một người vợ và người mẹ tốt, bà đã hết mực yêu thương các con riêng của chồng mình. Hoàng tử Pedro, vị hoàng đế tương lai của Brasil có mối quan hệ rất tốt với người mẹ kế này và ông xem bà như mẹ ruột của mình.

## Thân thế
Amélie là con thứ tư của Tướng quân Eugène de Beauharnais, Công tước xứ Leuchtenberg và vợ là Auguste của Bayern. Cha cô là con trai của Joséphine de Beauharnais và người chồng đầu tiên của cô, Tử tước Alexandre de Beauharnais. Khi Joséphine tái hôn với Napoléon Bonaparte, Eugène được vị hoàng đế tương lai này nhận làm con nuôi và sau phong làm Phó vương của Vương quốc Ý. Mẹ của Amélie là con gái của vua Maximilian I Joseph của Bayern với người vợ đầu tiên của ông là Auguste Wilhelmine xứ Hessen-Darmstadt. Trong số các anh chị em của Amélie có Joséphine xứ Leuchtenberg, hoàng hậu của Thuỵ Điển với tư cách là vợ của Vua Oscar I, và Auguste de Beauharnais, Công tước thứ 2 của Leuchtenberg, là chồng của Nữ vương Maria II của Bồ Đào Nha. Hoàng đế Napoleon III của Đệ Nhị Đế chế Pháp là em họ đầu tiên của Amélie.
Sau thất bại của Napoléon Bonaparte vào năm 1814, Eugène de Beauharnais, được cha vợ của mình phong tước hiệu Công tước xứ Leuchtenberg, định cư ở Munich. Mẹ của Amélie là Vương nữ Auguste của Bayern, đã đồng ý hôn sự giữa Amélie với Hoàng đế Brasil, để đảm bảo quyền lực của Nhà Leuchtenberg được nâng lên địa vị hoàng gia.

## Hôn nhân

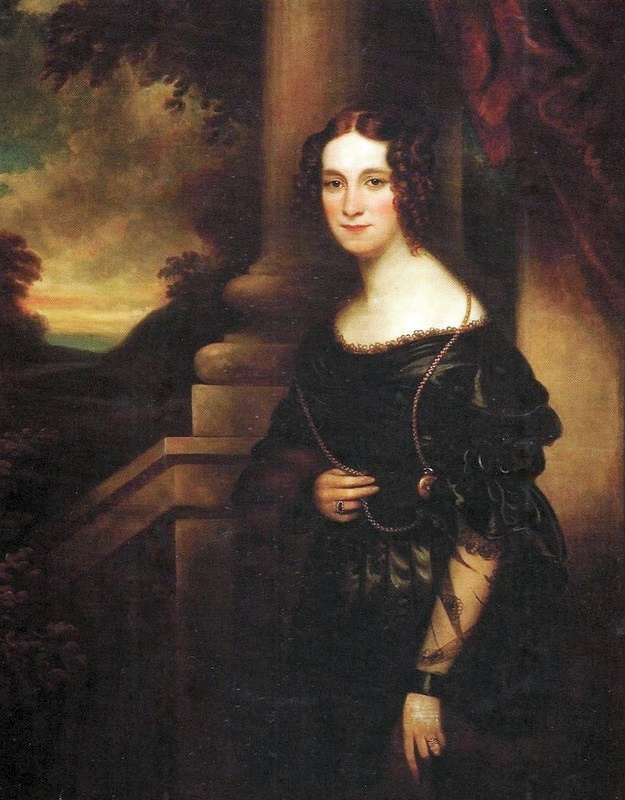
Chân dung Amélie của Leuchtenberg ; Franz Xaver Winterhalter, thế kỷ XIX.

Sau cái chết của người vợ đầu tiên, Maria Leopoldine của Áo vào tháng 12 năm 1826, Hoàng đế Pedro I của Brasil (và Vua Pedro IV của Bồ Đào Nha) đã cử Hầu tước Barbacena đến châu Âu để tìm cho ông một người vợ thứ hai. Nhiệm vụ của vị hầu tước này không hề dễ dàng; vì có một số yếu tố làm phức tạp việc tìm kiếm. Đầu tiên, Dom Pedro đã quy định bốn điều kiện: gia cảnh tốt, đẹp, có đức và có văn hóa. Trong khi đó, hoàng đế Brazil lại không hề có một hình ảnh đặc biệt tốt đẹp nào ở châu Âu: mối quan hệ tình ái của hoàng đế với Nữ hầu tước Santos để lại nhiều tai tiếng, và cũng không có nhiều vị công chúa đủ điều kiện lại chịu rời bỏ châu Âu để kết hôn với một người đàn ông goá vợ có tính lăng nhăng đã có 5 đứa con đang còn thơ dại. Vấn đề này trở nên tồi tệ hơn, khi cha vợ cũ của Dom Pedro là Hoàng đế Francis I người Áo, đã thực hiện nhiều hành động ngăn cản cuộc hôn nhân thứ 2, để đảm bảo rằng các cháu ngoại của ông sẽ được thừa kế ngai vàng của Đế quốc Brasil.
Sau khi bị 8 công chúa từ chối hôn sự, biến đại sứ thành đối tượng bị khinh miệt trong triều đình châu Âu, Hầu tước Barbacena đã xin với Hoàng đế, hạ thấp yêu cầu xuống, tìm kiếm cho Dom Pedro một người vợ chỉ đơn thuần là "tốt và có phẩm hạnh." Amélie đã trở thành một lựa chon khả thi, nhưng cuộc gặp gỡ của họ không phải do Barbacena dàn xếp, mà là do Domingos Borges de Barros, Tử tước Pedra Branca, bộ trưởng ở Paris, người đã được cô chỉ định. Xét ở phía ngoại, thì Amelie xuất thân từ một dòng dõi cao quý thuộc Nhà Wittelsbach, nhưng cha cô, một người sống lưu vong, con nuôi của Napoléon Bonaparte vừa bị phế truất, vì thế mà cô bị đánh giá là không môn đăng hộ đối với Hoàng đế Brasil. Tuy nhiên, đó lại là "khuyết điểm" duy nhất của cô. Công chúa cao, rất đẹp, thân hình cân đối, khuôn mặt thanh tú. Cô có đôi mắt xanh lam  và mái tóc vàng nâu. António Teles da Silva Caminha e Meneses, Hầu tước xứ Resende, được cử đến để xác minh vẻ đẹp của cô gái trẻ, khen ngợi cô ấy rất cao, nói rằng cô ấy có "một khí chất giống như họa sĩ Correggio đã cho chúng ta trong các bức tranh của ông về Nữ hoàng Sheba". Cô ấy cũng là người có văn hóa và nhạy cảm. Một bài viết trên tờ Báo Times của London thời bấy giờ đã khẳng định rằng Amelie là một trong những công chúa gốc Đức được giáo dục tốt nhất.

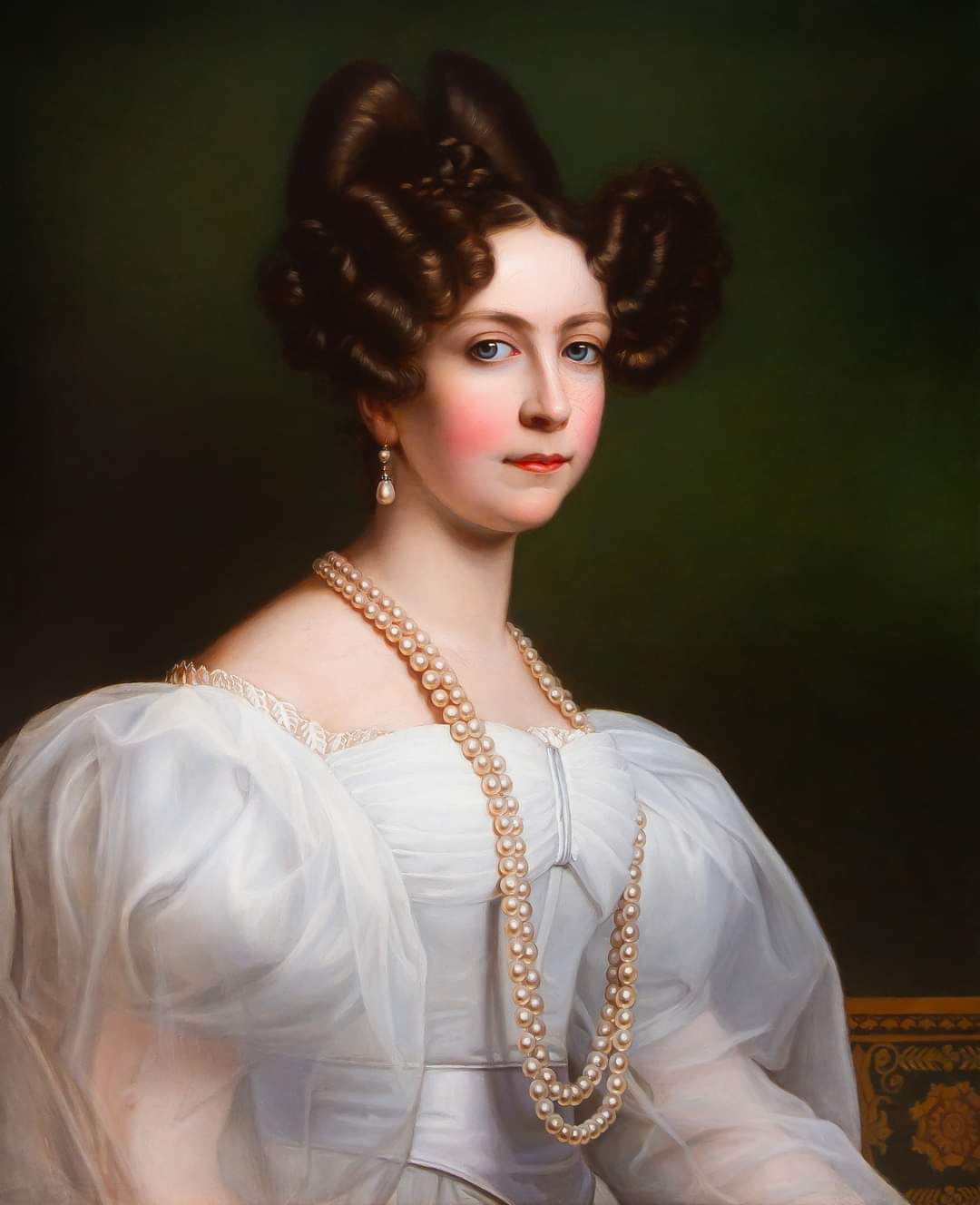
Chân dung Hoàng hậu Amélie của Joseph Karl Stieler, 1829.

Hôn ước giữa Hoàng đế Pedro I của Brasil và Amélie được ký vào ngày 29 tháng 05 năm 1829 tại Vương quốc Anh, và được phê chuẩn vào ngày 30 tháng 06 tại Munich bởi mẹ của Amélie, Nữ công tước xứ Leuchtenberg, người đã đích thân dạy dỗ con gái của mình. Vào ngày 30 tháng 07 năm đó, tại Brazil, một hôn ước giữa Pedro I và Amélie xứ Leuchtenberg đã được công bố. Sau khi xác nhận cuộc hôn nhân, Dom Pedro chấm dứt vĩnh viễn mối quan hệ bất chính với Nữ hầu tước Santos, để thể hiện sự quyết tâm của mình, hoàng đế đã thành lập "Huân chương Hoa Hồng" (tiếng Bồ Đào Nha: mperial Ordem da Rosa), với khẩu hiệu là "Amor e Fidelidade" ("Tình yêu và lòng chung thủy"). Một buổi lễ kết hôn ủy nhiệm diễn ra vào ngày 02 tháng 08 trong nhà nguyện của Palais Leuchtenberg ở Munich là một buổi lễ đơn giản với ít người tham dự, vì Amélie đã quyên góp cho một trại trẻ mồ côi ở Munich số tiền mà Hoàng đế Dom Pedro đã gửi đến để cho cô tổ chức một buổi lễ thật xa hoa. Dom Pedro được đại diện bởi Hầu tước Barbacena. Amélie lúc đó mới 17 tuổi; Dom Pedro 30 tuổi.
Mẹ của Amélie đã thấy trước những khó khăn mà con gái mình có thể gặp phải, và chuẩn bị kỹ càng cho cô. Bà đã cho Amelia nhiều của hồi môn và nữ trang, bà cũng cho con gái mình nhiều lời khuyên giá trị, khuyên cô ấy nên thể hiện tình cảm của mình và vượt qua bất kỳ sự rụt rè nào để không làm nản lòng chồng, bà khuyên cô phải yêu thương các con riêng của mình, và hơn hết là cô ấy phải trung thành, với tư cách là hoàng hậu, đối với lợi ích của người Brazil. Nhà khoa học Carl Friedrich von Martius được cử đi cùng cô trong hành trình để dạy cô các kiến thức về Brazil, và Ana Romana de Aragão Calmon, Nữ bá tước Itapagipe, ở cạnh để cô làm quen với tính cách của chồng và phong tục của triều đình Brazil, đồng thời dạy tiếng Bồ Đào Nha cho cô.

## Đến Brazil và trở thành hoàng hậu

Cuộc hôn nhân thứ hai của Hoàng đế, được vẽ bởi Jean-Baptiste Debret.

Amélie lên đường đến Tân Thế giới từ Ostend, Vương quốc Bỉ trên khinh hạm Imperatriz và đến Rio de Janeiro vào ngày 15 tháng 10 năm 1829, chuyến đi diễn ra nhanh hơn dự định. Sau khi nghe tin con tàu đang đến gần, Dom Pedro đã lên một chiếc tàu kéo để đón ở phía bên kia của bãi cạn, và ông đã rất xúc động khi nhìn thấy vợ mình trên boong. Trong số những người đi cùng cô trên tàu có Barbacena và cô bé 10 tuổi Công chúa Maria, người mà cha cô đã từ bỏ quyền lên ngôi Bồ Đào Nha vào năm 1826. Barbacena, trong cùng chuyến đi đó, đã nhận được sứ mệnh đưa Maria cho ông nội của cô, Hoàng đế Áo Francis I, chăm sóc, nhưng giữa cuộc hành trình, cô biết được rằng ngai vàng của Bồ Đào Nha đã bị Thân vương Miguel, em trai của Dom Pedro, soán ngôi, và thay vào đó quyết định đưa cô đến Vương quốc Anh, được xem là một nơi an toàn hơn. Sau khi ký kết hôn ước với hoàng gia, họ lại lên đường tới Brazil cùng với đoàn tùy tùng của Amélie, bao gồm anh trai của Amélie, Auguste de Beauharnais, Công tước thứ 2 xứ Leuchtenberg. Ngay sau cuộc gặp gỡ đầu tiên của cặp đôi mới cưới, các con của Dom Pedro trong cuộc hôn nhân đầu tiên được đưa lên tàu của mẹ kế mới để hai vợ chồng và các con ăn trưa cùng nhau.
Trưa ngày hôm sau, dưới cơn mưa lớn, Amélie xuống tàu và được đón rước trọng thể. Sau đó, cô đi cùng Dom Pedro đến Nhà nguyện Hoàng gia để nhận ban phước lành và hoàn thành các thủ tục hôn nhân. Tất cả đều sững sờ trước vẻ đẹp của cô, nổi bật với chiếc áo choàng dài màu trắng và chiếc áo choàng thêu bằng bạc, theo kiểu Pháp. Sau buổi lễ là lễ kỷ niệm công khai với pháo hoa, và một bữa tiệc lớn của nhà nước dành cho triều đình.

Amélie đeo một parure ngọc lục bảo và phù hiệu của Huân chương Hoa hồng (không ghi ngày tháng). Nó được thành lập bởi Hoàng đế Pedro I để kỷ niệm cuộc hôn nhân của ông với cô ấy.

Vào tháng 1 năm 1830, tân hoàng hậu chính thức được ra mắt triều đình, với một buổi khiêu vũ mà tất cả các cung nữ đều mặc đồ màu hồng, màu sắc yêu thích của hoàng hậu. Ngày hôm sau, cặp đôi bắt đầu tuần trăng mật, trải qua sáu tuần tại trang trại của Cha Correa, ở Serra da Estrela, địa điểm này tương lai chính là đô thị Petrópolis.
Khi trở về, họ gặp phải rắc rối bởi những vấn đề do Chalaça (Francisco Gomes da Silva), người bạn tâm giao của hoàng đế gây ra. Barbacena nhân cơ hội này để loại bỏ kẻ thù cũ của mình, khuyên anh ta nên đi đến châu Âu, nơi anh ta tin tưởng vào sự hỗ trợ của hoàng hậu mới, nóng lòng phá vỡ thêm một mối liên kết với quá khứ ngoại tình phóng đãng của chồng cô. Amelie đã thể hiện thái độ mạnh mẽ khi từ chối ngay từ đầu việc tiếp đón tại triều đình bởi Isabel Maria de Alcântara, Nữ công tước xứ Goiás, con gái ngoài giá thú của Dom Pedro với người tình, Nữ hầu tước xứ Santos, và yêu cầu gửi Isabel Maria đến trường ở Thụy Sĩ.
Sau khi định cư tại cung điện hoàng gia, Paço de São Cristóvão, và nhận thấy điều mà cô ấy coi là tiêu chuẩn nghi thức không phù hợp, Amélie đã thiết lập tiếng Pháp làm ngôn ngữ cung đình và áp dụng nghi lễ mô phỏng theo các triều đình châu Âu. Cô tìm cách cập nhật ẩm thực và thời trang, trang trí lại cung điện, mua bộ đồ ăn và đồ dùng bằng bạc mới, đồng thời cố gắng trau dồi cách cư xử trong cung đình. Cô ấy đã đạt được ít nhất một phần thành công trong lần cuối cùng này, và sự sang trọng của Hoàng hậu, luôn ăn mặc hoàn hảo, đã trở nên nổi tiếng trên trường quốc tế.
Cuộc hôn nhân của họ rất hạnh phúc, không giống như cuộc hôn nhân đầu tiên của Dom Pedro, và cô ấy được cho là cũng có mối quan hệ tốt với những đứa con riêng hợp pháp của mình. Vẻ đẹp, ý thức tốt và lòng tốt của cô nhanh chóng chiếm được tình cảm của cả chồng và các con của ông trong cuộc hôn nhân đầu tiên. Cô đảm bảo rằng những đứa trẻ sau này sẽ có một môi trường gia đình tốt và được giáo dục tốt. Ngay sau khi kết hôn, một du khách người Pháp đã nhận định rằng "có vẻ như hoàng hậu tiếp tục thực hiện ảnh hưởng của mình đối với các con của Dom Pedro. Kết quả đáng mừng đã rõ ràng, bà đã tiến hành cải tạo đáng kể cung điện và trật tự đã bắt đầu được thiết lập; việc giáo dục của các công chúa do đích thân hoàng hậu giám sát và chỉ đạo", với sự quan tâm tương tự dành cho người thừa kế ngai vàng, Hoàng tử Pedro de Alcântara (sau này là Hoàng đế Pedro II của Brazil); Hoàng tử nhỏ rất yêu quý mẹ kế và đã bắt đầu gọi Amelie là "mamãe" ("mẹ").  Mãi sau này, Amélie vẫn luôn bày tỏ tình cảm thân thiết của mình với Hoàng đế Pedro II, và duy trì thư từ với ông cho đến cuối đời, cố gắng hướng dẫn và hỗ trợ ông. Gần 6 thập kỷ thư từ của họ vẫn tồn tại. Dom Pedro II đã đáp lại lòng tốt của cô, đề nghị cô giúp sắp xếp hôn nhân cho các con gái của ông và đến thăm cô ở Lisbon vào năm 1871.
Sự hiện diện của cô ấy cũng rất quan trọng trong việc khôi phục danh tiếng của chồng và mang lại cho ông ấy dũng khí trong giai đoạn khó khăn của đế chế mới, nhưng sự nhiệt tình của quần chúng do cuộc hôn nhân tạo ra chỉ tồn tại trong thời gian ngắn. José Bonifácio khuyên cô về những gì chồng cô cần làm để hòa giải với người dân Brazil, nhưng không có kết quả. Tình hình kinh tế bấp bênh và bất ổn chính trị đã dẫn đến cuộc khủng hoảng không thể tránh khỏi và vào ngày 7 tháng 4 năm 1831, Dom Pedro thoái vị nhường ngôi cho con trai nhỏ là Hoàng tử Pedro.

## Trở lại Châu Âu

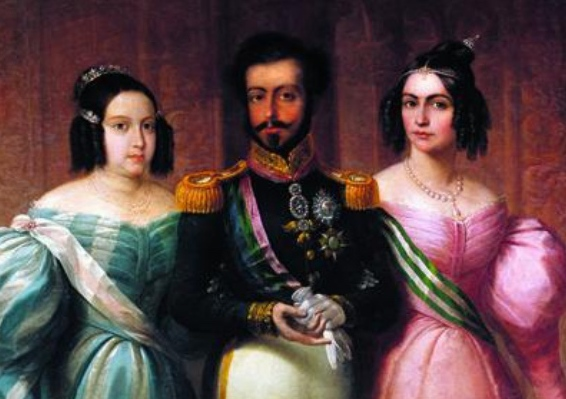
Công tước và Công tước phu nhân xứ Braganza (phải) với Nữ vương Maria II của Bồ Đào Nha, con gái lớn của Pedro, chỉ vài tháng trước khi ông qua đời, 1834.

Sau khi Dom Pedro I thoái vị, Amélie cùng chồng trở về châu Âu. Bây giờ họ giữ tước hiệu Công tước và Công tước phu nhân xứ Braganza. Cựu hoàng hậu lúc đó đang mang thai ba tháng và bị ốm nghén nặng trong suốt chuyến đi biển. Sau khi dừng lại để lấy nước ngọt và thức ăn cho con tàu tại Đảo Faial ở Azores, họ đến Cherbourg, Pháp, vào ngày 10 tháng 6 năm 1831. Cựu hoàng được chào đón với vinh dự xứng đáng dành cho các vị vua đang trị vì, với 21 phát đại bác chào mừng, với sự hiện diện bởi một đội Vệ binh Quốc gia gồm 5.000 binh sĩ. Chính quyền thành phố đã cung cấp cho họ một cung điện để làm nơi ở, nhưng chỉ 10 ngày sau khi họ đến, Dom Pedro đã rời đi London, bỏ lại Amélie, người đã đoàn tụ với Maria da Glória vào ngày 23 cùng tháng.
Amélie nhanh chóng định cư ở Paris, cùng với Maria da Glória và với cô con gái của Dom Pedro là Isabel Maria, Nữ công tước xứ Goiás, người mà Amélie đã nhận làm con gái ruột của mình. Vào ngày 30 tháng 11 năm 1831, Amélie hạ sinh Công chúa Maria Amélia, người được chứng minh là đứa con duy nhất của bà. Cha của cô đã bày tỏ niềm hạnh phúc của mình trong một bức thư gửi cho Dom Pedro II trẻ tuổi: "Chúa Quan phòng muốn giảm bớt nỗi buồn mà trái tim người cha của tôi cảm thấy khi phải chia xa Y.I.M. [Bệ hạ], đã cho tôi thêm một Cô con gái, và với Y.I.M., thêm một người em và thần dân".
Trong khi đó, Dom Pedro I, với tư cách là Công tước xứ Braganza, bắt đầu cuộc chiến đẫm máu chống lại người em trai của mình là Dom Miguel I của Bồ Đào Nha để giành lại ngai vàng cho con gái của ông là Maria da Glória. Khi nhận được tin chiến thắng của Công tước ở Lisbon, Amélie cùng cô con gái riêng và con gái ruột rời Pháp đến Bồ Đào Nha, họ đến thủ đô vào ngày 22 tháng 9 năm 1833. Với việc Miguel bị đánh bại và phải sống lưu vong khỏi Bồ Đào Nha, Dom Pedro và gia đình của ông đầu tiên đã sống tại Cung điện Ramalhão và sau đó là Cung điện Quốc gia Queluz.

## Góa bụa và những năm cuối đời

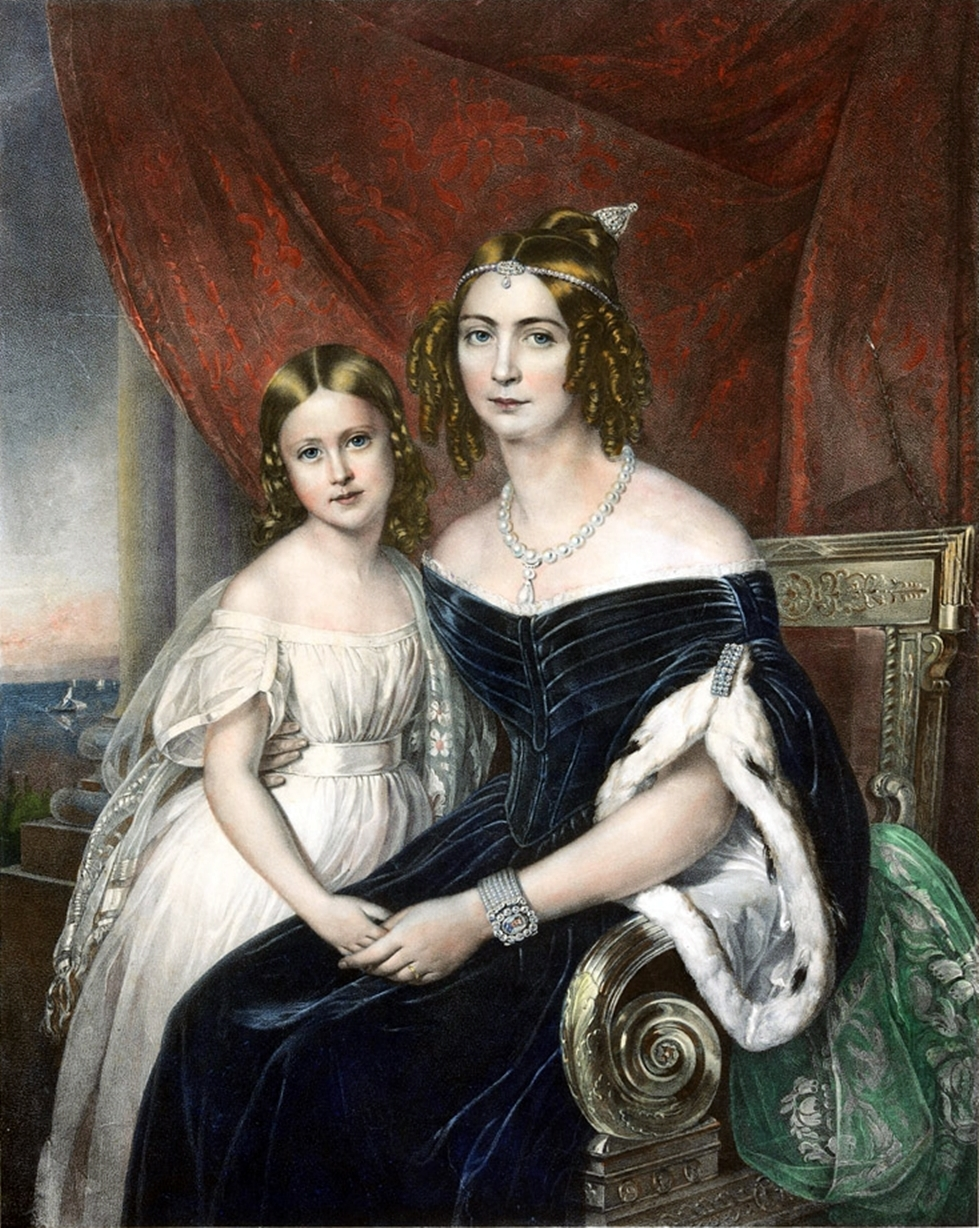
Amélie cùng con gái, Hoàng nữ Maria Amélia, 1840.

Cuộc sống đầy mạo hiểm của Cựu hoàng Dom Pedro đã làm suy yếu sức khỏe của ông và khiến ông mắc bệnh lao và qua đời ngày 24 tháng 9 năm 1834. Amélie tôn trọng các điều khoản trong di chúc của chồng. Ông ấy đã viết rằng Maria Isabel de Alcântara, Nữ bá tước Iguaçu, con gái ngoài giá thú của ông ấy với Nữ hầu tước xứ Santos sẽ được nhận một nền giáo dục tốt ở châu Âu giống như chị gái của cô, Nữ công tước xứ Goiás. Tuy nhiên, nữ hầu tước từ chối gửi con gái của mình đến châu Âu. Dom Pedro cũng quy định các tài sản cho những đứa con ngoài giá thú khác của mình, làm giảm quyền thừa kế của Amélie và con gái ruột của cô; điều khoản cho thấy Dom Pedro yêu tất cả các con của mình, hợp pháp hay không hợp pháp.
Amélie không bao giờ tái hôn; bà chuyển đến Palácio das Janelas Verdes ("Cung điện Cửa sổ xanh", còn được gọi là Palácio de Alvor-Pombal, hiện là nhà của Bảo tàng Nghệ thuật Cổ đại Quốc gia Bồ Đào Nha) và cống hiến hết mình cho các công việc từ thiện cũng như cho việc học của con gái bà. Công chúa Maria Amélia tỏ ra rất thông minh và là một nhạc sĩ tài ba. Thỉnh thoảng, Amélie đến thăm Vương quốc Bayern cùng con gái. Mặc dù được chồng thuộc Hoàng tộc trị vì Bồ Đào Nha, nhưng họ không được coi là một phần của hoàng gia Bồ Đào Nha. Amélie yêu cầu được công nhận cho bản thân và con gái là thành viên của gia đình hoàng gia Brazil để được nhận trợ cấp, nhưng lúc này Hoàng đế Pedro II vẫn còn là trẻ vị thành niên, chưa chính thức được nắm quyền trị vì đất nước, nên Chính quyền Brazil đang thực hiện chế độ nhiếp chính, họ lo sợ cựu hoàng hậu sẽ ảnh hưởng đến các phe phái chính trị có thể gây hại cho chính phủ, cho nên chính phủ Brazil đã từ chối công nhận cô con gái Maria Amélie là công chúa Brazil và cấm hai mẹ con đặt chân đến đất nước này.
Tình hình đã thay đổi khi Dom Pedro II đến tuổi trưởng thành và được chính phủ trao trả hoàn toàn quyền trị vì đất nước. Mối quan hệ của ông với 2 mẹ con cựu hoàng hậu rất tốt, và vào ngày 5 tháng 7 năm 1841, Amélie và Maria Amélia được công nhận là thành viên của hoàng gia Brazil. Trước đó, địa vị và vị trí của Maria Amélia trong hàng kế vị đã bị nghi ngờ, bởi vì bà được thụ thai ở Brazil trong khi cha bà, Pedro I, vẫn là hoàng đế, nhưng được sinh ra ở nước ngoài, sau khi ông thoái vị, và Hiến pháp Brazil được thông qua bởi Nghị viện Hoàng gia để giải quyết những nghi ngờ liên quan đến sự kế vị hoàng gia. Ngay sau khi bắt đầu triều đại của mình, Pedro II đã yêu cầu Nghị viện công nhận quyền của em gái mình. Vào ngày 5 tháng 7 năm 1841, Pedro II cuối cùng đã ký thành luật đạo luật được Quốc hội Brazil phê chuẩn, công nhận Maria Amélia là công chúa Brazil.

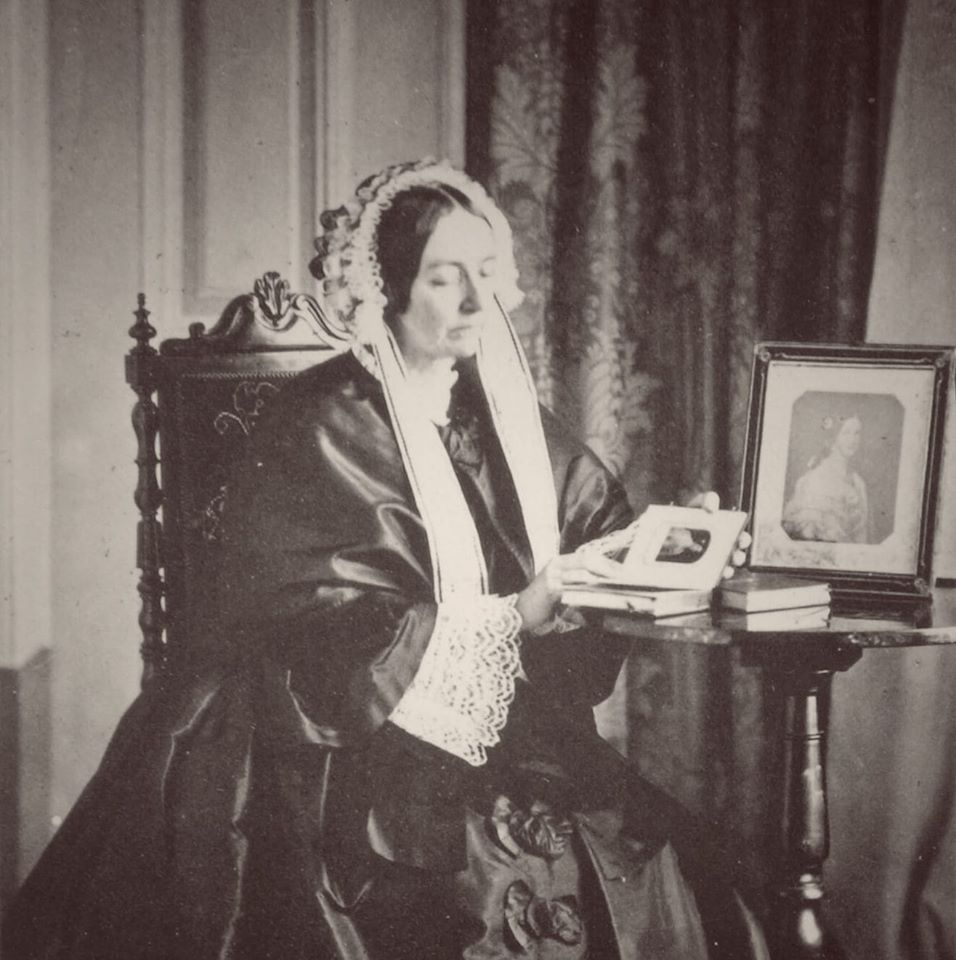
Một bức ảnh hiếm hoi của thái hậu trong những năm cuối đời. Amélie mặc đồ đen để tang chồng là Pedro I trong suốt quãng đời còn lại của mình.

Hoàng nữ Maria Amélia đã đính hôn với Đại công tước Maximilian của Áo (sau này là Hoàng đế Maximilian của Mexico) vào đầu năm 1852, nhưng ngay sau đó, công chúa bắt đầu có các triệu chứng của bệnh lao. Vì căn bệnh này, cô và mẹ chuyển đến Funchal, trên đảo Madeira, để tìm kiếm không khí trong lành hơn, và họ đến nơi vào ngày 31 tháng 8 năm 1852. Tuy nhiên, công chúa qua đời ở đó vì bệnh lao ở tuổi 22 vào ngày 4 tháng 2 năm 1853. Cái chết của cô đã ảnh hưởng sâu sắc đến mẹ cô, người đã đến thăm mộ của Maria Amélia hàng năm vào ngày giỗ của cô, và tài trợ cho việc xây dựng một bệnh viện vẫn còn tồn tại ở Funchal, đặt theo tên của con gái mình - "Princesa Dona Maria Amélia", và để lại tài sản của bà ở Vương quốc Bayern cho Đại công tước Maximilian, "Nếu Chúa cứu cô con gái yêu dấu Maria Amelia, thì đây là người mà bà sẽ rất vui nếu trở thành con rễ".

## Vấn đề sức khỏe, cái chết và chôn cất
Amélie bị đau thắt ngực từ năm 1834, vào thời điểm chồng bà qua đời, và có những vết thương trên phổi. Năm 1871, bà lâm vào tình trạng sức khỏe nghiêm trọng. Hoàng đế Pedro II liên tục nhận được các thông báo về tình trạng sức khoẻ của mẹ kế mình. Bà bị sốt, có triệu chứng viêm phế quản và khó thở. Bà thậm chí đã được thực hiện các nghi thức Thánh lễ cuối cùng của mình, nhưng sức khỏe của bà đã được cải thiện sau khi biết rằng em gái mình là Josephine, Vương hậu Thụy Điển và Pedro II sẽ đến thăm. Năm 1872, bà bị phù nề ở chi dưới, khó thở và viêm phế quản mao mạch.
Sau cái chết của con gái, Amélie lại định cư ở Lisbon, nơi bà bị suy tim và qua đời vào ngày 26 tháng 1 năm 1873 ở tuổi 60. Bà được chôn cất tại Panteão của Vương tộc Bragança. Theo các điều khoản của di chúc, em gái của bà, Vương hậu Josephine của Thụy Điển sẽ là người thừa kế chính của bà, nhưng nhiều tài liệu liên quan đến Pedro I đã viết rằng, mọi thứ tài sản được gửi đến Brazil, và được lưu giữ tại Kho lưu trữ lịch sử của Bảo tàng Hoàng gia Brasil ở Petrópolis. Năm 1982, hài cốt của bà được chuyển đến Nhà nguyện và Hầm mộ Hoàng gia trong Đài tưởng niệm Độc lập của Brasil ở São Paulo.

## Khai quật
Từ tháng 2 đến tháng 9 năm 2012, các nhà nghiên cứu tại Đại học São Paulo ở Brazil đã khai quật hài cốt của Amélie, Pedro I, cũng như của Maria Leopoldina, người vợ đầu tiên của Pedro. Họ vô cùng ngạc nhiên khi biết thi thể của Amélie đã được ướp xác. Da, tóc và các cơ quan nội tạng được bảo quản. Các cuộc kiểm tra tại Bệnh viện das Clínicas đã tìm thấy một vết rạch trong Tĩnh mạch cảnh của hoàng hậu. Các chất thơm như long não và nhựa thơm được tiêm vào vết rạch trong quá trình ướp xác. Nhà khảo cổ học người Brazil Valdirene Ambiel, người chịu trách nhiệm nghiên cứu, cho biết: "Chắc chắn nó đã giúp vô hiệu hóa quá trình phân hủy". Cô ấy nói thêm rằng một yếu tố góp phần khác là chiếc quan tài, vì nó được hàn kín đến mức không có vi sinh vật nào trong đó. Trước khi cải táng, các nhà khoa học đã ướp lại hài cốt của bà bằng phương pháp tương tự như phương pháp đầu tiên.

## Hậu duệ
Có một con gái với Hoàng đế Dom Pedro I của Brasil (cùng là Pedro IV của Bồ Đào Nha):
- Hoàng nữ Maria Amélia (1831–1853)

## Văn hoá đại chúng
Amélie xứ Leuchtenberg là nhân vật chính trong một cuốn tiểu thuyết của Ivanir Calado, Imperatriz no Fim do Mundo: Memórias Dúbias de Amélia de Leuchtenberg ("Empress at the End of the World: Dubious Memoirs of Amélie of Leuchtenberg," 1997), và đã được dựng thành phim:
- Maria Cláudia, trong phim "Independência ou Morte" ("Độc lập hay là chết," 1972)
- Cida Marques, trong miniseries "Entre o Amor e a Espada" ("Giữa tình yêu và thanh kiếm", 2001)
- Cláudia Abreu, trong miniseries "O Quinto dos Infernos" ("Địa ngục thứ năm," 2002)

## Huy hiệu và tước vị

Huy hiệu của Amélie xứ Leuchtenberg, Hoàng hậu của Brazil

## Phả hệ
| \| \| \| \| \| \| \| \| \| \| \| 8. François de Beauharnais, marquis de la Ferté-Beauharnais \| \| \| \| \| \| \| \| \| \| \| \| \| \| \| \| \| \| \| \| \| \| \| \| \| \| \| \| \| \| \| \| \| \| \| \| \| \| \| \| \| \| \| \| \| \| \| \| \| \| \| 4. Alexandre de Beauharnais \| \| \| \| \| \| \| \| \| \| \| \| \| \| \| \| \| \| \| \| \| \| \| \| \| \| \| \| \| \| \| \| \| \| \| \| \| \| \| \| \| \| \| \| \| \| \| \| \| \| \| \| \| \| \| \| \| \| \| \| 9. Marie Anne Henriette Françoise de Pyvart de Chastullé \| \| \| \| \| \| \| \| \| \| \| \| \| \| \| \| \| \| \| \| \| \| \| \| \| \| \| \| \| \| \| \| \| \| \| \| \| \| \| \| \| \| \| \| \| \| \| \| \| \| \| \| \| \| \| \| \| \| \| \| 2. Eugène xứ Leuchtenberg \| \| \| \| \| \| \| \| \| \| \| \| \| \| \| \| \| \| \| \| \| \| \| \| \| \| \| \| \| \| \| \| \| \| \| \| \| \| \| \| \| \| \| \| \| \| \| \| \| \| \| \| \| \| \| \| \| \| \| \| 10. Joseph-Gaspard Tascher de la Pagerie \| \| \| \| \| \| \| \| \| \| \| \| \| \| \| \| \| \| \| \| \| \| \| \| \| \| \| \| \| \| \| \| \| \| \| \| \| \| \| \| \| \| \| \| \| \| \| \| \| \| \| \| \| \| \| \| \| \| \| \| 5. Joséphine Tascher de La Pagerie \| \| \| \| \| \| \| \| \| \| \| \| \| \| \| \| \| \| \| \| \| \| \| \| \| \| \| \| \| \| \| \| \| \| \| \| \| \| \| \| \| \| \| \| \| \| \| \| \| \| \| \| \| \| \| \| \| \| \| \| 11. Rose-Claire des Vergers de Sannois \| \| \| \| \| \| \| \| \| \| \| \| \| \| \| \| \| \| \| \| \| \| \| \| \| \| \| \| \| \| \| \| \| \| \| \| \| \| \| \| \| \| \| \| \| \| \| \| \| \| \| \| \| \| \| \| \| \| \| \| 1. Amélie xứ Leuchtenberg \| \| \| \| \| \| \| \| \| \| \| \| \| \| \| \| \| \| \| \| \| \| \| \| \| \| \| \| \| \| \| \| \| \| \| \| \| \| \| \| \| \| \| \| \| \| \| \| \| \| \| \| \| \| \| \| \| \| \| \| 12. Frederick Michael, Bá tước Palatine xứ Zweibrücken \| \| \| \| \| \| \| \| \| \| \| \| \| \| \| \| \| \| \| \| \| \| \| \| \| \| \| \| \| \| \| \| \| \| \| \| \| \| \| \| \| \| \| \| \| \| \| \| \| \| \| \| \| \| \| \| \| \| \| \| 6. Maximilian I Joseph của Bayern \| \| \| \| \| \| \| \| \| \| \| \| \| \| \| \| \| \| \| \| \| \| \| \| \| \| \| \| \| \| \| \| \| \| \| \| \| \| \| \| \| \| \| \| \| \| \| \| \| \| \| \| \| \| \| \| \| \| \| \| 13. Nữ bá tước Palatine Maria Franziska xứ Sulzbach \| \| \| \| \| \| \| \| \| \| \| \| \| \| \| \| \| \| \| \| \| \| \| \| \| \| \| \| \| \| \| \| \| \| \| \| \| \| \| \| \| \| \| \| \| \| \| \| \| \| \| \| \| \| \| \| \| \| \| \| 3. Auguste của Bayern \| \| \| \| \| \| \| \| \| \| \| \| \| \| \| \| \| \| \| \| \| \| \| \| \| \| \| \| \| \| \| \| \| \| \| \| \| \| \| \| \| \| \| \| \| \| \| \| \| \| \| \| \| \| \| \| \| \| \| \| 14. Thân vương George William xứ Hessen-Darmstadt \| \| \| \| \| \| \| \| \| \| \| \| \| \| \| \| \| \| \| \| \| \| \| \| \| \| \| \| \| \| \| \| \| \| \| \| \| \| \| \| \| \| \| \| \| \| \| \| \| \| \| \| \| \| \| \| \| \| \| \| 7. Auguste Wilhelmine xứ Hessen-Darmstadt \| \| \| \| \| \| \| \| \| \| \| \| \| \| \| \| \| \| \| \| \| \| \| \| \| \| \| \| \| \| \| \| \| \| \| \| \| \| \| \| \| \| \| \| \| \| \| \| \| \| \| \| \| \| \| \| \| \| \| \| 15. Nữ bá tước Maria Louise Albertine xứ Leiningen-Dagsburg-Falkenburg \| \| \| \| \| \| \| \| \| \| \| \| \| \| \| \| \| \| \| \| \| \| \| \| \| \| \| \| \| \| \| \| \| \| \| \| \| \| \| \| \| \| \| |                                                                        |  |  |  |  |  |  |  |  |                                                             |  |  |  |
| |                                                                        |  |  |  |  |  |  |  |  | 8. François de Beauharnais, marquis de la Ferté-Beauharnais |  |  |  |
| |                                                                        |  |  |  |  |  |  |  |  |                                                             |  |  |  |
| |                                                                        |  |  |  |  |  |  |  |  |                                                             |  |  |  |
| |                                                                        |  |  |  |  |  |  |  |  |                                                             |  |  |  |
| | 4. Alexandre de Beauharnais                                            |  |  |  |  |  |  |  |  |                                                             |  |  |  |
| |                                                                        |  |  |  |  |  |  |  |  |                                                             |  |  |  |
| |                                                                        |  |  |  |  |  |  |  |  |                                                             |  |  |  |
| |                                                                        |  |  |  |  |  |  |  |  |                                                             |  |  |  |
| | 9. Marie Anne Henriette Françoise de Pyvart de Chastullé               |  |  |  |  |  |  |  |  |                                                             |  |  |  |
| |                                                                        |  |  |  |  |  |  |  |  |                                                             |  |  |  |
| |                                                                        |  |  |  |  |  |  |  |  |                                                             |  |  |  |
| |                                                                        |  |  |  |  |  |  |  |  |                                                             |  |  |  |
| | 2. Eugène xứ Leuchtenberg                                              |  |  |  |  |  |  |  |  |                                                             |  |  |  |
| |                                                                        |  |  |  |  |  |  |  |  |                                                             |  |  |  |
| |                                                                        |  |  |  |  |  |  |  |  |                                                             |  |  |  |
| |                                                                        |  |  |  |  |  |  |  |  |                                                             |  |  |  |
| | 10. Joseph-Gaspard Tascher de la Pagerie                               |  |  |  |  |  |  |  |  |                                                             |  |  |  |
| |                                                                        |  |  |  |  |  |  |  |  |                                                             |  |  |  |
| |                                                                        |  |  |  |  |  |  |  |  |                                                             |  |  |  |
| |                                                                        |  |  |  |  |  |  |  |  |                                                             |  |  |  |
| | 5. Joséphine Tascher de La Pagerie                                     |  |  |  |  |  |  |  |  |                                                             |  |  |  |
| |                                                                        |  |  |  |  |  |  |  |  |                                                             |  |  |  |
| |                                                                        |  |  |  |  |  |  |  |  |                                                             |  |  |  |
| |                                                                        |  |  |  |  |  |  |  |  |                                                             |  |  |  |
| | 11. Rose-Claire des Vergers de Sannois                                 |  |  |  |  |  |  |  |  |                                                             |  |  |  |
| |                                                                        |  |  |  |  |  |  |  |  |                                                             |  |  |  |
| |                                                                        |  |  |  |  |  |  |  |  |                                                             |  |  |  |
| |                                                                        |  |  |  |  |  |  |  |  |                                                             |  |  |  |
| | 1. Amélie xứ Leuchtenberg                                              |  |  |  |  |  |  |  |  |                                                             |  |  |  |
| |                                                                        |  |  |  |  |  |  |  |  |                                                             |  |  |  |
| |                                                                        |  |  |  |  |  |  |  |  |                                                             |  |  |  |
| |                                                                        |  |  |  |  |  |  |  |  |                                                             |  |  |  |
| | 12. Frederick Michael, Bá tước Palatine xứ Zweibrücken                 |  |  |  |  |  |  |  |  |                                                             |  |  |  |
| |                                                                        |  |  |  |  |  |  |  |  |                                                             |  |  |  |
| |                                                                        |  |  |  |  |  |  |  |  |                                                             |  |  |  |
| |                                                                        |  |  |  |  |  |  |  |  |                                                             |  |  |  |
| | 6. Maximilian I Joseph của Bayern                                      |  |  |  |  |  |  |  |  |                                                             |  |  |  |
| |                                                                        |  |  |  |  |  |  |  |  |                                                             |  |  |  |
| |                                                                        |  |  |  |  |  |  |  |  |                                                             |  |  |  |
| |                                                                        |  |  |  |  |  |  |  |  |                                                             |  |  |  |
| | 13. Nữ bá tước Palatine Maria Franziska xứ Sulzbach                    |  |  |  |  |  |  |  |  |                                                             |  |  |  |
| |                                                                        |  |  |  |  |  |  |  |  |                                                             |  |  |  |
| |                                                                        |  |  |  |  |  |  |  |  |                                                             |  |  |  |
| |                                                                        |  |  |  |  |  |  |  |  |                                                             |  |  |  |
| | 3. Auguste của Bayern                                                  |  |  |  |  |  |  |  |  |                                                             |  |  |  |
| |                                                                        |  |  |  |  |  |  |  |  |                                                             |  |  |  |
| |                                                                        |  |  |  |  |  |  |  |  |                                                             |  |  |  |
| |                                                                        |  |  |  |  |  |  |  |  |                                                             |  |  |  |
| | 14. Thân vương George William xứ Hessen-Darmstadt                      |  |  |  |  |  |  |  |  |                                                             |  |  |  |
| |                                                                        |  |  |  |  |  |  |  |  |                                                             |  |  |  |
| |                                                                        |  |  |  |  |  |  |  |  |                                                             |  |  |  |
| |                                                                        |  |  |  |  |  |  |  |  |                                                             |  |  |  |
| | 7. Auguste Wilhelmine xứ Hessen-Darmstadt                              |  |  |  |  |  |  |  |  |                                                             |  |  |  |
| |                                                                        |  |  |  |  |  |  |  |  |                                                             |  |  |  |
| |                                                                        |  |  |  |  |  |  |  |  |                                                             |  |  |  |
| |                                                                        |  |  |  |  |  |  |  |  |                                                             |  |  |  |
| | 15. Nữ bá tước Maria Louise Albertine xứ Leiningen-Dagsburg-Falkenburg |  |  |  |  |  |  |  |  |                                                             |  |  |  |
| |                                                                        |  |  |  |  |  |  |  |  |                                                             |  |  |  |
| |                                                                        |  |  |  |  |  |  |  |  |                                                             |  |  |  |